# Travessera de Gràcia
Travessera de Gràcia is een straat in Barcelona, vernoemd naar het district Gràcia, dat het doorkruist. De straat gaat zelfs door meer dan twee districten. Het begint in Plaça de Francesc Macià in het district Sarrià-Sant Gervasi en eindigt bij de Carrer de Cartagena in Horta-Guinardó. Mercat de l'Abaceria Central, geopend in 1892, ligt aan deze straat.